# 2N3055-familien
2N3055-familien omfatter bipolare transistorer, som er baseret på mikrochips, der deler egenskaber. Ifølge JEDEC JESD370B fra 1982 hedder den husuafhængige 2N3055-families mikrochip 2C3055. 2N3055-familien er bipolare transistor baseret på silicium og er af polariteten NPN.

## 2N3055
En yderst kendt repræsentant er transistoren med produktkoden 2N3055. 2N3055 blev introduceret i starten af 1960'erne af RCA og som anvendte en hometaxial effekttransistor proces. I midten af 1970'erne gik man over til en epitaxial base. 
2N3055 produktkode følger JEDEC JESD370B-standarden. 
2N3055 er en transistorrepræsentant, som stadig (2012) er populær, grundet god pris i forhold til ydelse.

## Historie
2N3055 var designet til middelstrømme og højeffekt kredsløb. Kommercielt blev 2N3055 anvendt i mange lineære strømforsyninger, effektforstærkere og lavfrekvens vekselrettere. 2N3055 blev også lavet af mange andre producenter; Texas Instruments lister en mesa version i august 1967 databladet.
Adskillige versioner af 2N3055 er stadig i produktion; den anvendes i audio effektforstærkere som kan yde op til 40W i 8 ohms belasninger 
i en push–pull-konfiguration (med 2N2955).
F.eks. anvendes 2N3055 og dens komplementære 2N2955 i den prisgunstige og legendariske NAD 3020.

## Specifikationer
De eksakte ydelseskarakteristikker afhænger af producenten. 2N3055 har et TO-3 lignende hus, 
men andre i 2N3055-familien kan have andre huse.
Det skal bemærkes at 2N3055A udgaven har en højere secondary breakdown-grænseknæ på Vce=60V, hvilket er højere end den normale 2N3055, som har secondary breakdown-grænseknæ på Vce=40V.
Secondary breakdown-kurven falder hurtigere end den termiske effektgrænse. Grunden er, at der er termiske hot-spots i basis-emitter-regionen.
I forhold til at 2N3055-transistorchippen blev designet i 1960'erne, havde den en fremragende secondary breakdown-grænseknæ – og en ganske god secondary breakdown-grænseknæ sammenlignet med mange af eftertidens effekttransistorer.
I dag findes der væsentligt bedre bipolare transistorer, som har en væsentlig højere (og højere Vce(max)) eller slet ingen secondary breakdown-grænseknæ (f.eks. ring-emitter transistorer), men deres pris er væsentlig højere end 2N3055, hvilket er hovedårsagen til at 2N3055 stadig er populær.

## Tabel over 2N3055-lignende transistorer med 2C3055 mikrochip
| Be- nævn- else | Hus- type              | Mulig komple- mentær | Vceo (V) max | Vsecon- dary break- down knæ (V) | Ic (A) max | Ib (A) max | Tj (°C) max | Ptot @case= 25 °C (W) max | Rjc (°C/W =K/W) max | hFE =beta @Ic=4A @Vce=4V (A/A) min..max (typ) | Cib (pF) typ (max) | Cbc (pF) typ (max) | Cbo (pF) typ (max) | Ft @Ic=0,5A @Vce=10V (MHz) min(typ) | Databladskilder                                    |
| -------------- | ---------------------- | -------------------- | ------------ | -------------------------------- | ---------- | ---------- | ----------- | ------------------------- | ------------------- | --------------------------------------------- | ------------------ | ------------------ | ------------------ | ----------------------------------- | -------------------------------------------------- |
| 2N3055         | TO-3                   | 2N2955               | 60           | 40                               | 15         | 7          | 200         | 117                       | 1,52                | 20-70                                         | ?                  | ?                  | ?                  | 2,5                                 | ON-Semiconductor                                   |
| 2N3055         | TO-3                   | 2N2955               | 60           | ?                                | 15         | ?          | 200         | 115                       | ?                   | 20-70                                         | ?                  | ?                  | ?                  | 0,8                                 | Mullard Quick Reference Guide 1977/78              |
| 2N3055A        | TO-3                   | ?                    | 60           | 60                               | 15         | 7          | 200         | 115                       | 1,52                | 20-70                                         | ?                  | ?                  | ?                  | 0,8                                 | ON-Semiconductor                                   |
| MJ15015        | TO-3                   | MJ15016              | 120          | 60                               | 15         | 7          | 200         | 180                       | 0,98                | 20-70                                         | ?                  | ?                  | ?                  | 0,8                                 | ON-Semiconductor (Motorola produktkode)            |
| 2N3055C        | TO-3                   | ?                    | 60           | ?                                | 15         | 7          | 200         | 117                       | ?                   | 20-160                                        | ?                  | ?                  | ?                  | 0,8                                 | STE                                                |
| 2N3055U        | TO-3                   | ?                    | 80           | ?                                | 15         | 7          | 200         | 117                       | ?                   | 20-250                                        | ?                  | ?                  | ?                  | 0,8                                 | STE                                                |
| 2N3055V        | TO-3                   | ?                    | 60           | ?                                | 15         | 7          | 200         | 150                       | ?                   | 20-250                                        | ?                  | ?                  | ?                  | 0,8                                 | KELTRON                                            |
| 2N3055E        | TO-3                   | ?                    | 60           | ?                                | 15         | ?          | ?           | 115                       | ?                   | 20-70                                         | ?                  | ?                  | ?                  | (2,5)                               | Seme Lab                                           |
| 2N3055HV       | TO-3                   | ?                    | 100          | ?                                | 15         | ?          | ?           | 90                        | ?                   | 20-100                                        | ?                  | ?                  | ?                  | 2,5                                 | Continental Device India Limited                   |
| 2N3055-1       | TO-3                   | ?                    | 40           | ?                                | 15         | 7          | 200         | 117                       | ?                   | 20-70                                         | ?                  | ?                  | ?                  | 0,8                                 | KELTRON                                            |
| 2N3055-2       | TO-3                   | ?                    | 40           | ?                                | 15         | 7          | 200         | 117                       | ?                   | 10-70                                         | ?                  | ?                  | ?                  | 0,8                                 | KELTRON                                            |
| 2N3055-3       | TO-3                   | ?                    | 100          | ?                                | 15         | 7          | 200         | 117                       | ?                   | 20-70                                         | ?                  | ?                  | ?                  | 0,8                                 | KELTRON                                            |
| 2N3055-4       | TO-3                   | ?                    | 30           | ?                                | 15         | 7          | 200         | 117                       | ?                   | 30-70                                         | ?                  | ?                  | ?                  | 0,8                                 | KELTRON                                            |
| 2N3055-5       | TO-3                   | ?                    | 30           | ?                                | 15         | 7          | 200         | 117                       | ?                   | 14                                            | ?                  | ?                  | ?                  | 0,8                                 | KELTRON                                            |
| 2N3055-6       | TO-3                   | ?                    | 100          | ?                                | 15         | 7          | 200         | 117                       | ?                   | 15-70                                         | ?                  | ?                  | ?                  | 0,8                                 | KELTRON                                            |
| 2N3055-7       | TO-3                   | ?                    | 100          | ?                                | 15         | 7          | 200         | 117                       | ?                   | 15-70                                         | ?                  | ?                  | ?                  | 0,8                                 | KELTRON                                            |
| 2N3055-8       | TO-3                   | ?                    | 100          | ?                                | 15         | 7          | 200         | 117                       | ?                   | 70                                            | ?                  | ?                  | ?                  | 0,8                                 | KELTRON                                            |
| 2N3055-9       | TO-3                   | ?                    | 55           | ?                                | 15         | 7          | 200         | 117                       | ?                   | 14-70                                         | ?                  | ?                  | ?                  | 0,8                                 | KELTRON                                            |
| 2N3055-10      | TO-3                   | ?                    | 55           | ?                                | 15         | 7          | 200         | 117                       | ?                   | 70                                            | ?                  | ?                  | ?                  | 0,8                                 | KELTRON                                            |
| BDY20          | TO-3                   | ?                    | 60           | ?                                | 15         | ?          | 200         | 115                       | ?                   | 20-70                                         | ?                  | ?                  | ?                  | 1,0                                 | Mullard Quick Reference Guide 1977/78              |
| BD182          | TO-3                   | ?                    | 60           | ?                                | 15         | ?          | ?           | 117                       | ?                   | 20-70                                         | ?                  | ?                  | ?                  | ?                                   | Mullard Quick Reference Guide 1977/78              |
| BD183          | TO-3                   | ?                    | 80           | ?                                | 15         | ?          | ?           | 117                       | ?                   | 20-70                                         | ?                  | ?                  | ?                  | ?                                   | Mullard Quick Reference Guide 1977/78              |
| 2N3054         | TO-66                  | ?                    | 55           | ?                                | 4          | ?          | ?           | 25                        | ?                   | ?                                             | ?                  | ?                  | ?                  | (0,8)                               | Seme Lab                                           |
| 2N3054A        | TO-37                  | ?                    | 60           | ?                                | 4          | ?          | 200         | 75                        | ?                   | 25-150                                        | ?                  | ?                  | ?                  | 3                                   | Fairchild                                          |
| 2N3054S        | TO-37                  | ?                    | 55           | ?                                | 4          | ?          | 200         | 25                        | ?                   | 25-200                                        | ?                  | ?                  | ?                  | 0,8                                 | Fairchild                                          |
| MJ3055         | TO-3                   | MJ2955               | 60           | ?                                | 10         | ?          | 200         | 115                       | ?                   | 20-70                                         | ?                  | ?                  | ?                  | (2)                                 | Seme Lab (Motorola produktkode)                    |
| MJE3055T       | TO-220                 | MJE2955T             | 60           | ?                                | 10         | 6          | 150         | 75                        | 1,66                | 20-70                                         | ?                  | ?                  | ?                  | 2                                   | STMicroelectronics (Motorola produktkode)          |
| MJE3055T       | TO-220                 | MJE2955T             | 60           | 35                               | 10         | 6          | 150         | 75                        | ?                   | 20-70                                         | ?                  | ?                  | ?                  | 2                                   | Fairchild                                          |
| TIP3055T       | TO-220                 | TIP2955T             | 60           | 40                               | 10         | 4          | 150         | 75                        | 1,67                | 20-70                                         | ?                  | ?                  | ?                  | 2                                   | Philips (Texas Instruments produktkode)            |
| TIP3055        | TO-247 ca.= TO-3P      | TIP2955              | 60           | ?                                | 15         | 7          | 150         | 90                        | ?                   | 20-70                                         | ?                  | ?                  | ?                  | ?                                   | STMicroelectronics (Texas Instruments produktkode) |
| 2N3055ESMD     | TO-276 SMD             | ?                    | 60           | ?                                | 15         | ?          | ?           | 115                       | ?                   | 20-70                                         | ?                  | ?                  | ?                  | (2,5)                               | Seme Lab                                           |
| KSH3055        | TO-252 D-PAK/I-PAK SMD | KSH2955              | 60           | 60                               | 10         | 6          | 150         | 20                        | ?                   | 20-100                                        | ?                  | ?                  | ?                  | 2                                   | Fairchild                                          |
| MJD3055        | TO-252 D-PAK/I-PAK SMD | MJD2955              | 60           | 60                               | 10         | 6          | 150         | 20                        | ?                   | 20-100                                        | ?                  | ?                  | ?                  | 2                                   | Fairchild                                          |
| 2C3055         | mikrochip              | 2C2955               | 60           | ?                                | 4          | ?          | ?           | ?                         | ?                   | ?                                             | ?                  | ?                  | ?                  | ?                                   | STi                                                |

## Tabel over MOSFETs, som ligger i slipstrømmen af 2N3055-succesen
Tabel over effekt MOSFET-transistorer, som har en lignende strømgrænse og spændingsgrænse (60V) som 2N3055-familien – og med 3055 som produktkode tal. Det skal bemærkes, at effekt MOSFET-transistorer:
- ikke har en "secondary breakdown"-grænse, da resistiviteten i source-drain-kanalen stiger med temperaturen.
- er langt hurtigere end 2N3055-familien.
- 2N3055 har en Vce(sat)(max)=3V ved 10A ved Ib=3,3A, hvor den "ringeste" specificerede effekt MOSFET fra tabellen (MTP3055VL) har en Rds(on)(max)=0,18 ohm og ved 10A svarer det til 1,8V. Da effekt MOSFET kun skal have gate-strøm ved spændingsændringer er Igate=0A – inkl. ved Ids=10A.
- ikke uden videre kan erstatte en 2N3055, da der skal ændres i kredsløbsdesignet for at disse effekt MOSFET kan anvendes.

| Be- nævn- else | Hus- type       | Hus- stem- pel. SMD kun eks. | Vds (V) max | Id (A) max | Vgs (V) max | Tj (°C) max | Ptot @amb= 25 °C (W) max | Rjc (°C/W =K/W) max | gfs @Vds=10V @Id=0,2A (A/V) min..max (typ) LL= logic-level | Rds(on) @Vds ca.=5V @Id=0,2A (ohm) typ (max) | Ciss (pF) typ (max) | Crss (pF) typ (max) | Coss (pF) typ (max) | Ton (nS) typ(max) | Toff (nS) typ(max) | Databladskilder |
| -------------- | --------------- | ---------------------------- | ----------- | ---------- | ----------- | ----------- | ------------------------ | ------------------- | ---------------------------------------------------------- | -------------------------------------------- | ------------------- | ------------------- | ------------------- | ----------------- | ------------------ | --------------- |
| MTP3055V       | TO-220          | ?                            | 60          | 12         | 20          | 175         | 48                       | 3,13                | 5                                                          | 0,15                                         | (500)               | (50)                | (180)               | (54)              | (125)              | Fairchild       |
| MTP3055VL      | TO-220          | ?                            | 60          | 12         | 15          | 175         | 48                       | 3,13                | (8,7) LL                                                   | 0,18                                         | (570)               | (40)                | (160)               | (210)             | (120)              | Fairchild       |
| RFD3055        | TO-251AA        | ?                            | 60          | 12         | 20          | 175         | 53                       | 2,8                 | ?                                                          | ?                                            | 300                 | 30                  | 100                 | ?                 | ?                  | Fairchild       |
| RFP3055        | TO-220AB        | ?                            | 60          | 12         | 20          | 175         | 53                       | 2,8                 | ?                                                          | ?                                            | 300                 | 30                  | 100                 | ?                 | ?                  | Fairchild       |
| NTD3055-094    | DPAK DPAK-3 SMD | ?                            | 60          | 12         | ?           | 175         | 48                       | 3,13                | 6,7                                                        | 0,094                                        | 323(450)            | 34(70)              | 107(150)            | 40(85)            | 49(100)            | [ 48 ]          |
| NTD3055L170    | DPAK DPAK-3 SMD | ?                            | 60          | 9          | 15          | 175         | 28,5                     | 5,2                 | 7,3 LL                                                     | 0,17                                         | 195(275)            | 29(42)              | 70(100)             | 79(170)           | 48(100)            | [ 49 ]          |
| NTF3055-100    | SOT-223 SMD     | ?                            | 60          | 3          | 20          | 175         | ?                        | 72,5                | 3,2                                                        | 0,11                                         | 324(455)            | 110(155)            | 35(50)              | 24(50)            | 34(75)             | ONsemi          |
| NTF3055L108    | SOT-223 SMD     | ?                            | 60          | 3          | 15          | 175         | 2,1                      | 72,5                | 5,7 LL                                                     | 0,092(0,12)                                  | 313(440)            | 112(160)            | 40(60)              | 46(95)            | 49(105)            | ONsemi          |